# São Felipe d'Oeste
São Felipe d'Oeste é um município brasileiro do estado de Rondônia. Localiza-se a uma latitude 11º54'09" sul e a uma longitude 61º30'08" oeste, estando a uma altitude de 290 metros. Sua população, estimada pelo Instituto Brasileiro de Geografia e Estatística (IBGE), era de 5.258 habitantes em 2022. Possui uma área de 542 km².

## História(Ver história em versos)
São Felipe d'Oeste surgiu de uma invasão de terras na Fazenda São Felipe, na década de oitenta, e após muitos conflitos ocorreu a desapropriação, através do Decreto nº 88.769, de 27 de setembro de 1983, assinado pelo Presidente da República João Batista Figueiredo, que declarou a área de interesse social.
Concretizada a distribuição dos lotes, os posseiros residentes decidiram que o nome São Felipe deveria permanecer na denominação do projeto de colonização implantado no município de Pimenta Bueno.
O projeto de emancipação tramitou na Assembleia Legislativa do Estado de Rondônia com o nome de São Felipe d'Oeste, para diferenciar de município já existente no Estado da Bahia.
Em 22 de junho de 1994 foi criado o Município de São Felipe d'Oeste, através da Lei nº 567, assinada pelo Governador Oswaldo Piana Filho, com área desmembrada do Município de Pimenta Bueno.